# Reginald Hudlin
Reginald Alan Hudlin (nascut el 15 de desembre de 1961) és un director, guionista i productor nord-americà. Juntament amb el seu germà gran Warrington Hudlin, és conegut com un dels Germans Hudlin. Del 2005 al 2008, Hudlin va ser president d'Entreteniment de Black Entertainment Television (BET). Hudlin també ha escrit nombroses novel·les gràfiques. Va coproduir la cerimònia dels Premis Oscar de 2016, així com altres especials de televisió.
La pel·lícula més destacada d'Hudlin va ser La gran festa dels anys 90. També va dirigir la pel·lícula de 1992 Boomerang. Al costat de Warrington, va produir la pel·lícula de televisió Fang còsmic de 1994, i va dirigir el primer dels tres segments de la pel·lícula, "Space Traders". Hudlin va treballar com a productor a la pel·lícula de 2012 Django desencadenat, dirigida per Quentin Tarantino, que va rebre una nominació als Premis Oscar a la l'millor pel·lícula.

## Primers anys
Hudlin va néixer a Centreville (Illinois), fill de dos professors. El germà gran d'Hudlin, Warrington Hudlin, també és director de cinema, així com actor i productor.
Els Hudlin van créixer a East St. Louis, Illinois, on la família tenia arrels profundes. Els germans Hudlin són besnéts paterns de Peter i Nancy Hudlin, que formaven part del Ferrocarril Subterrani. El seu besoncle era l'instructor de tennis Richard A. Hudlin, que va ser mentor d'Arthur Ashe i Althea Gibson.
Els Hudlin van assistir al Centre d'Arts Escèniques de Katherine Dunham, una escola experimental, Warrington per a l'escola secundària i Reginald per a les classes d'arts marcials després de l'escola. Hudlin ha dit que l'experiència va ser formativa, i va fer que el seu germà gran assistís a la Universitat Yale, i que assistís a la Universitat Harvard. El 1979, Hudlin es va graduar a l’Assumption Catholic High School a East St. Louis.
Quan era estudiant a la Universitat Harvard, Hudlin va dirigir el seu projecte de tesi, un curtmetratge anomenat House Party, que va rebre nombrosos premis, inclòs el primer lloc als Black American Cinema Society Awards. La pel·lícula es va inspirar en la seva experiència de créixer a East St. Louis. El 1983, Hudlin es va graduar magna cum laude a Harvard amb un B.A. en Estudis Visuals i Ambientals. La seva tesi de curtmetratge va ser la base del seu primer llargmetratge, La gran festa.

## Carrera professional
Després de la universitat, Hudlin i el seu germà van formar una companyia de producció i van fer vídeos musicals per a artistes com Heavy D, Jamaica Boys i altres.:234 També van crear l'anunci de televisió de la dècada de 1980 "Hey Love" per a un disc recopilatori de diversos artistes, que es reproduïa regularment a la televisió nocturna.
Hudlin va dirigir —amb el germà gran Warrington com a productor— el seu primer llargmetratge, la comèdia de hip-hop adolescent de baix pressupost dels 90 House Party, protagonitzada per Kid 'n Play. Un dels missatges de la pel·lícula va ser la seva promoció del sexe segur. La pel·lícula, distribuïda per New Line Cinema, va ser, segons Variety, una de les pel·lícules més rendibles de la dècada. New Line volia fer seqüeles, però els Hudlin no consideraven que la compensació o els acords fossin adequats.:446
Hudlin va dirigir el 1992 Boomerang, de nou amb el germà gran Warrington com a productor. La pel·lícula va ser una comèdia romàntica de gran pressupost protagonitzada per Eddie Murphy, que tenia un contracte temporal a Paramount Pictures i va contractar els germans Hudlin perquè li agradava House Party. repartiment negre que incloïa Robin Givens, Halle Berry, Martin Lawrence, David Alan Grier i Chris Rock. Boomerang es va basar en una idea original de Murphy i va ser escrit pels escriptors de Saturday Night Live Barry W. Blaustein i David Sheffield.
L'1 de juliol de 2017 es va celebrar una celebració del 25è aniversari del llançament de Boomerang al Museu Nacional d'Història i Cultura Afroamericana de Washington, D.C., amb una conversa entre Hudlin i el productor George Alexander.
El 1992, mentre feia Boomerang, Hudlin va escriure la pel·lícula d'animació Bebe's Kids, que va ser promoguda per Brandon Tartikoff de Paramount, i es va fer en memòria del còmic Robin Harris, que havia mort el 1990.
El 1994, els germans Hudlin van produir el telefilm d’antologia de HBO Fang còsmic, de la qual Hudlin va dirigir el segment "Space Traders". El segment és una adaptació del conte "The Space Traders" de Derrick Bell, que es troba al llibre de Bell Faces at the Bottom of the Well: The Permanence of Racism.
Després va dirigir The Great White Hype, The Ladies Man, Serving Sara (2002), dos episodis de la sèrie de televisió Modern Family, un episodi de The Office, un episodi de The Middle, i diversos episodis de Outsourced. També va ser productor i director recurrent de The Bernie Mac Show durant tres anys.
De 2005 a 2008, Hudlin va ser el president d'entreteniment de BET. Entre els espectacles notables dirigits per Hudlin en aquella època incloïen la sèrie documental American Gangster i Sunday Best, un concurs de cant de música gospel.
Hudlin va escriure la sèrie de Marvel Comics Black Panther del 2005 al 2008, inclosa la història del 2006 "Bride of the Panther" en que el protagonista es casava amb Storm. A continuació va començar el següent volum de la col·lecció protagonitzat per Shuri. Hudlin va co-escriure el número núm. 7 amb Jonathan Maberry, que es va convertir en el nou escriptor.
Hudlin va ser un productor de Django desencadenat de Quentin Tarantino, protagonitzada per Jamie Foxx, Leonardo DiCaprio, Christoph Waltz, Kerry Washington, i Samuel L. Jackson. El 10 de gener de 2013, Hudlin va rebre una nominació als Premis Oscar a la millor pel·lícula per la pel·lícula.
Des del 2013, Hudlin és productor executiu dels NAACP Image Awards.
El 2014, Hudlin va produir la Black Movie Soundtrack celebració de la música negra a les pel·lícules, celebrada a la Hollywood Bowl de Los Angeles i presentada per Craig Robinson. Black Movie Soundtrack II, també presentat per Robinson, es va celebrar el 2016.
El 2015, DC Comics va anunciar que Hudlin i els artistes Denys Cowan i Derek Dingle formarien part del rellançament del segell editorial Milestone Media, fundada per Cowan, Dingle i Dwayne McDuffie. La línia de còmics va tornar el setembre de 2020 amb el Milestone Returns #0 escrit per Hudlin.El 2015, Hudlin es va unir a la junta del Comic Book Legal Defense Fund, una organització sense ànim de lucre fundada el 1986 per protegir els drets de la Primera Esmena de la comunitat del còmic.
El juny de 2017, Hudlin havia estat contractat per dirigir una pel·lícula basada en el còmic Shadowman. Aquell octubre, fou llançada la pel·lícula de Hudlin Marshall, sobre Thurgood Marshall, el primer afroamericà membre del Tribunal Suprem dels Estats Units, protagonitzada per Chadwick Boseman.
Hudlin va contribuir amb una història al Black Panther Annual #1, publicat el febrer de 2018. Al juliol de l'any següent, Hudlin havia estat contractat per dirigir la pel·lícula de Walt Disney Pictures Safety per a Disney+.
El juny de 2021, el lloc web francès LivresHebdo va dir que Reginald Hudlin dirigiria una pel·lícula basada en els còmics Cinq branches de coton noir, escrit per Yves Sente i dibuixat per Steve Cuzor.
El 12 de juliol de 2021, es va anunciar que Hudlin juntament amb Ian Stewart seran els productors executius de la 73a edició dels premis Emmy, que tindran una audiència en directe el 19 de setembre de 2021 a CBS.

## Vida personal
El 2002, Hudlin es va casar amb Chrisette Hudlin (née Suter), una consultora de relacions públiques, a Montego Bay, Jamaica. Tenen dos fills.
L’advocat de Reginald Hudlin era Doug Emhoff. El 2013, Chrisette Hudlin va contactar Emhoff en una cita a cegues amb l'aleshores Procurador General de Califòrnia i futura vicepresident dels Estats Units, Kamala Harris.

## Filmografia

### Pel·lícules
| Any  | Títol                | Director | Productor | Guionista | Notes                                                                                |
| ---- | -------------------- | -------- | --------- | --------- | ------------------------------------------------------------------------------------ |
| 1990 | La gran festa        | Sí       | No        | Sí        |                                                                                      |
| 1992 | Boomerang            | Sí       | No        | No        |                                                                                      |
| 1992 | Bebe's Kids          | No       | Executiu  | Sí        | També autor de les cançons ("I Ain't Havin' It", "Freedom Song", "Straight Jackin'") |
| 1996 | The Great White Hype | Sí       | No        | No        |                                                                                      |
| 2000 | The Ladies Man       | Sí       | No        | No        |                                                                                      |
| 2002 | Serving Sara         | Sí       | No        | No        |                                                                                      |
| 2017 | Marshall             | Sí       | Sí        | No        |                                                                                      |
| 2019 | The Black Godfather  | Sí       | No        | No        | Documental                                                                           |
| 2020 | Safety               | Sí       | No        | No        |                                                                                      |
| 2022 | Sidney               | Sí       | Executiu  | No        | Documental                                                                           |
| 2023 | Candy Cane Lane      | Sí       | No        | No        |                                                                                      |

Només productor
- Ride (1998)
- Django desencadenat (2012)
- Burning Sands (2017)
- Paws of Fury: The Legend of Hank (2022) (productor executiu)
- House Party (2023) (productor executiu)

#### Papers d’actor
| Any  | Títol               | Paper              |
| ---- | ------------------- | ------------------ |
| 1986 | She's Gotta Have It | Dog 4              |
| 1990 | La gran festa       | Lladre #1          |
| 1992 | Boomerang           | Street Hustler     |
| 1993 | Posse               | Reporter 31        |
| 1996 | Joe's Apartment     | Rodney Roach (veu) |
| 2000 | The Ladies Man      | Aloysius           |

Aparicions a documentalss
- Milestone Generations (2022) (productor associat)

### Curtmetratges
| Any  | Títol                      | Director | Guionista |
| ---- | -------------------------- | -------- | --------- |
| 1983 | House Party                | Sí       | Sí        |
| 1985 | Reggie's World of Soul:234 | Sí       | No        |
| 1986 | The Kold Waves:234         | Sí       | No        |

### Televisió
| Any       | Títol                                                     | Director | Productor | Guionista | Notes                                                                                                 |
| --------- | --------------------------------------------------------- | -------- | --------- | --------- | --- |
| 1994      | Fang còsmic                                               | Sí       | No        | No        | Telefilm; segment: "Space Traders"                                                                    |
| 2000      | City of Angels                                            | Sí       | No        | No        | Episodi: "When Worlds Colitis"                                                                        |
| 2002–2005 | The Bernie Mac Show                                       | Sí       | Sí        | No        | 11 episodis                                                                                           |
| 2005      | Richard Pryor: The Funniest Man Dead or Alive             | Sí       | Executiu  | No        | Documental                                                                                            |
| 2005      | Everybody Hates Chris                                     | Sí       | No        | No        | Episodi: "Everybody Hates the Pilot"                                                                  |
| 2007      | Wifey                                                     | Sí       | No        | No        | Telefilm                                                                                              |
| 2009      | Raising the Bar                                           | Sí       | No        | No        | Episodi: "Making Up Is Hard to Do"                                                                    |
| 2009      | The Middle                                                | Sí       | No        | No        | Episodi: "Christmas"                                                                                  |
| 2009      | The Office                                                | Sí       | No        | No        | Episodi: "Koi Pond"                                                                                   |
| 2009–2010 | Modern Family                                             | Sí       | No        | No        | Episodis: "Fears", "Come Fly with Me"                                                                 |
| 2010      | Better Off Ted                                            | Sí       | No        | No        | Episodi: "The Great Repression"                                                                       |
| 2010      | Sons of Tucson                                            | Sí       | No        | No        | Episodi: "Father's Day"                                                                               |
| 2010      | Marvel's Black Panther                                    | No       | Executiu  | Sí        | També desenvolupador; actor com a President (veu) a episodi "To the End"                              |
| 2010–2011 | Outsourced                                                | Sí       | No        | No        | Episodis: "Temporary Monsanity", "The Todd Couple"                                                    |
| 2010–2012 | Psych                                                     | Sí       | No        | No        | Episodis: "Ferry Tale" i "True Grits"                                                                 |
| 2011      | Friends with Benefits                                     | Sí       | No        | No        | Episodi: "The Benefit of Being Shallow"                                                               |
| 2012      | Are We There Yet?                                         | Sí       | No        | No        | Episodis: "The Expensive Purse Episodi", "The Master of Ceremonies Episodi", "The Quarantine Episodi" |
| 2013      | Bones                                                     | Sí       | No        | No        | Episodi: "The Party in the Pants"                                                                     |
| 2013      | How to Live with Your Parents (For the Rest of Your Life) | Sí       | No        | No        | Episodi: "How to Run the Show"                                                                        |
| 2014–2015 | Bad Judge                                                 | Sí       | No        | No        | Episodis: "Knife to a Gunfight", "Lockdown"                                                           |
| 2014–2015 | Marry Me                                                  | Sí       | No        | No        | Episodis: "Stand by Me", "Change Me"                                                                  |
| 2014–2015 | Murder in the First                                       | Sí       | No        | No        | Episodis: "Punch Drunk", "State of the Union", "Bruja Blanca"                                         |
| 2015      | Weird Loners                                              | Sí       | No        | No        | Episodi: "Weird Knight"                                                                               |
| 2015      | New Girl                                                  | Sí       | No        | No        | Episodi: "Panty Gate"                                                                                 |
| 2015      | Telenovela                                                | Sí       | No        | No        | Episodi: "Evil Twin"                                                                                  |
| 2016      | Heartbeat                                                 | Sí       | No        | No        | Episodi: "Backwards"                                                                                  |
| 2016      | Angel from Hell                                           | Sí       | No        | No        | Episodi: "Angel Appreciation Day"                                                                     |
| 2016      | Uncle Buck                                                | Sí       | No        | No        | Episodis: "I Got This", "Going to Jail Party"                                                         |
| 2019      | Black Monday                                              | Sí       | No        | No        | Episodis: "295", "243"                                                                                |
| 2019      | The Last O.G.                                             | Sí       | No        | No        | Episodis: "Criminal Minded", "Your Mom's in My Business", "Fight the Power"                           |

només productor executiu
| Any       | Títol              | Notes                                |
| --------- | ------------------ | ------------------------------------ |
| 2005–2008 | The Boondocks      | 31 episodis                          |
| 2006      | Somebodies         | Executiu encarregat de coproduccions |
| 2008      | Brothers to Brutha | Executiu de la cadena                |
| 2017      | Blue & Green       | Telefilm                             |

#### Especials televisió
| Any          | Títol                                           | Paper                                      |
| ------------ | ----------------------------------------------- | ------------------------------------------ |
| 1994         | The Last Days of Russell                        | Co-productor executiu, director, guionista |
| 2006         | Bring That Year Back 2006: Laugh Now, Cry Later | productor executiu de la xarxa             |
| 2006         | BET Hip Hop Awards                              | Executiu encarregat de producció           |
| 2008         | The BET Honors                                  | Executiu encarregat de producció           |
| 2010         | Burr and Hart                                   | Director                                   |
| 2013–present | NAACP Image Awards                              | productor executiu                         |
| 2014         | Governors Awards                                | productor executiu                         |
| 2016         | Premis Oscar de 2015                            | Productor                                  |
| 2016         | Showtime at the Apollo                          | productor executiu                         |
| 2020–2022    | Premis Primetime Emmy                           | productor executiu                         |

## Premis
- 1986: Black American Cinema Society (arxius cinematogràfics del Western States Black Research Center), Black Independent Video and Film-maker's Awards, primer premi de 1.500 dòlars per House Party (curt)[10]
- 1990: Festival de Cinema de Sundance, Trofeu dels Cineastes per La gran festa
- 1990: Festival de Cinema de Sundance, Gran Premi del Jurat La gran festa – nominat
- 1990: Festival de Cinema Americà de Deauville, Premi de la Crítica per La gran festa – nominat
- 1991: Premis Independent Spirit, Millor primera pel·lícula per La gran festa – nominat
- 1991: Premis Independent Spirit, Millor director per La gran festa – nominat
- 1995: CableACE, especial dramàtic o teatral per Cosmic Slop
- 2012: American Film Institute Awards 2012 per Django desencadenat, les 10 millors pel·lícules
- 2013: Oscar a la millor pel·lícula per Django desencadenat – nominat[26]
- 2013: Globus d'Or a la millor pel·lícula dramàtica per Django desencadenat – nominat[44]
- 2013: PGA Awards, millor productor de pel·lícules cinematogràfiques per Django desencadenat – nominat
- 2015: Comic Con, Premi Icon[45]
- 2016: African-American Film Critics Association, premi Salut a l'excel·lència[46]
- 2016: Premi Primetime Emmy al programa de classe especial destacat per Premis Oscar de 2015 – nominat

2021: Receptor del Premi Estiu del 64 de Miami (Universitat de Miami d'Ohio) per les seves contribucions en portar la imatge negra a la pantalla.

## Lideratge i membres
- UCLA School of Theatre, Film and Television, membre de la junta[47]
- Acadèmia de les Arts i les Ciències Cinematogràfiques, Board of Governors

## Treballs i publicacions
Còmics
- McGruder, Aaron; Hudlin, Reginald; Baker, Kyle (illustrations). Birth of a Nation: A Comic Novel.  New York: Crown Publishers, 2004. ISBN 978-1-400-08316-9. OCLC 54857618.
- Hudlin, Reginald (writer); Romita Jr., John (penciler); Janson, Klaus (inker) [et al.].. Black Panther: Who is the Black Panther.  New York: Marvel, 2005. ISBN 978-0-785-11748-3. OCLC 780282040.
- Hudlin, Reginald (writer); Tan, Billy (pencils); Buckingham, Mark (pencils). Marvel Knights Spider-Man [Vol. 04], Wild Blue Yonder.  New York: Marvel Comics, 2005. ISBN 978-0-785-11761-2. OCLC 830159672. – Contains material originally published in magazine form as Marvel Knights Spider-man #13-18
- David, Peter; Straczynski, J. Michael; Hudlin, Reginald [et al.].. Spider-Man: The Other.  New York: Marvel Pub., 2006. ISBN 978-0-785-12188-6. OCLC 62714568.
- Hudlin, Reginald (writer); Eaton, Scot (pencils). Black Panther: The Bride. Direct.  New York: Marvel, 2006. ISBN 978-0-785-12107-7. OCLC 948817543.
- Hudlin, Reginald (writer); Eaton, Scot (penciler); Garcia, Manuel (penciler) [et al.].. Black Panther: Civil War.  New York, NY: Marvel, 2007. ISBN 978-0-785-12235-7. OCLC 144224099.
- Hudlin, Reginald (writer); Portela, Francis (pencils). Black Panther: Four the Hard Way.  New York: Marvel, 2007. ISBN 978-0-785-12655-3. OCLC 751756495. – Contains material originally published in single magazine form as: Black Panther #26-30
- Hudlin, Reginald (writer); Portela, Francis (penciler); Rodriguez, Carlos (penciler) [et al.].. Black Panther: Back to Africa.  New York: Marvel, 2008. ISBN 978-0-785-12452-8. OCLC 540015636. – Also includes Black Panther: Black to the Future
  - Hudlin, Reginald (writer); Stroman, Larry (pencils); Lashley, Ken (pencils) [et al.].. Black Panther: Black to the Future.  New York: Marvel, 2008. ISBN 978-0-785-12452-8. OCLC 540015636.
- Hudlin, Reginald (writer); Portela, Francis (art). Black Panther: Little Green Men.  New York: Marvel, 2008. ISBN 978-0-785-12657-7. OCLC 191890888. – Contains material originally published in magazine form as Black Panther #31-34
- Hudlin, Reginald (writer); Neary, Paul (inks); Lashley, Ken (pencils). Black Panther: The Deadliest of the Species.  New York: Marvel, 2009. ISBN 978-0-785-13342-1. OCLC 765104721. – Collecting Black Panther #1-6
- Hudlin, Reginald (writer); Cowan, Denys (pencils). Captain America/Black Panther: Flags of Our Fathers.  New York: Marvel Worldwide, 2010. ISBN 978-0-785-14401-4. OCLC 780283834.
- Maberry, Jonathan (writer); Hudlin, Reginald (writer); Conrad, Will (art). Black Panther: Power.  New York: Marvel, 2010. ISBN 978-0-785-13861-7. OCLC 437299872. – Contains material originally published in magazine form as Black Panther #7-12
- Tarantino, Quentin (adapted from the original screenplay by); Hudlin, Reginald (adaptation); Guéra, R.M. (art by) [et al.].. Django Unchained.  New York: Vertigo, 2014. ISBN 978-1-401-24709-6. OCLC 877860979. – Originally published in single magazine form in Django Unchained #1-7
- Maberry, Jonathan (writer); Hudlin, Reginald (writer; Conrad, Will (artist) [et al.].. Black Panther: Doomwar.  New York: Marvel Worldwide, Inc., 2017. ISBN 978-1-302-90416-6. OCLC 951950784. – Contains material originally published in magazine form as Doomwar #1-6

Escrits seleccionats
- «If It's a Question of Money . . .». Los Angeles Times, 10-09-2000.
- «'Django Unchained' Producer on 'Selma' Oscar Snubs: Did Voters Have "Racial Fatigue"? (Guest Column)» (en anglès). The Hollywood Reporter, 21-01-2015.